# Once Upon a Time in America
Once Upon a Time in America – debiutancki album studyjny amerykańskiego rapera Smoothe Da Hustlera, wydany 19 marca 1996 roku nakładem wytwórni Profile Records. Wydawnictwo zadebiutowało na 11. miejscu notowania Top R&B/Hip-Hop Albums i 93. miejscu listy Billboard 200.
Album w całości wyprodukował DR Period z wyjątkiem utworu czwartego, który jest autorstwa Kenny'ego Gee, a w nagraniach gościnnie udział wzięli m.in. brat rapera Trigger Tha Gambler, Kovon oraz D.V. Alias Khrist.

## Lista utworów
Opracowano na podstawie źródeł.
| #  | Tytuł                 | Gościnnie                                 | Producent | Sample                                                  | Czas |
| -- | --------------------- | ----------------------------------------- | --------- | ------------------------------------------------------- | ---- |
| 1  | "Once Upon A Time..." |                                           | DR Period |                                                         | 1:38 |
| 2  | "Fuck Whatcha Heard"  | - Trigger Tha Gambler                     | DR Period | - "Lover Man" w wykonaniu Grover Washington Jr.         | 5:13 |
| 3  | "Dollar Bill"         | - D.V. Alias Khrist                       | DR Period |                                                         | 5:00 |
| 4  | "Glocks On Cock"      |                                           | Kenny Gee |                                                         | 3:53 |
| 5  | "Broken Language"     | - Trigger Tha Gambler                     | DR Period | - "Build Me Up Buttercup" w wykonaniu The Foundations   | 3:53 |
| 6  | "Speak My Peace"      |                                           | DR Period |                                                         | 0:50 |
| 7  | "Neva Die Alone"      | - Dawn Tallman                            | DR Period |                                                         | 4:52 |
| 8  | "Food For Thoughts"   |                                           | DR Period | - "I Am Love" w wykonaniu The Jackson 5                 | 3:37 |
| 9  | "Family Conflicts"    |                                           | DR Period |                                                         | 1:07 |
| 10 | "Only Human"          | - Kovon                                   | DR Period |                                                         | 4:29 |
| 11 | "Hustler's Theme"     | - Kovon                                   | DR Period | - "Freddie's Dead" w wykonaniu Curtisa Mayfielda        | 5:10 |
| 12 | "Murdafest"           | - Trigger Tha Gambler - D.V. Alias Khrist | DR Period |                                                         | 3:58 |
| 13 | "Hustlin'"            |                                           | DR Period | - "You're the One I Need" w wykonaniu Barry'ego White'a | 4:23 |
| 14 | "My Brother My Ace"   | - Trigger Tha Gambler                     | DR Period |                                                         | 3:20 |
| 15 | "Dedication"          | - Kovon                                   | DR Period | - "o One's Gonna Love You" w wykonaniu The S.O.S. Band  | 4:15 |

## Notowania

### Album
| Rok  | Album                       | Notowania | Notowania   | Notowania |
| Rok  | Album                       | USA 200   | USA R&B/Rap |           |
| ---- | --------------------------- | --------- | ----------- | --------- |
| 1996 | Once Upon a Time in America | 93        | 11          |           |

### Single
| Rok  | Utwór           | Notowania               | Notowania      | Notowania             |
| Rok  | Utwór           | Hot Dance Singles Sales | Hot Rap Tracks | Hot R&B/Hip-Hop Songs |
| ---- | --------------- | ----------------------- | -------------- | --------------------- |
| 1995 | Broken Language | 27                      | –              | –                     |
| 1996 | Broken Language | –                       | 20             | 65                    |
| 1996 | Hustlers Theme  | 29                      | 21             | 74                    |